# Asilus nigrinus
Asilus nigrinus là một loài ruồi trong họ Asilidae. Asilus nigrinus được Macquart miêu tả năm 1848. Loài này phân bố ở vùng Tân nhiệt đới.